# Bahnstrecke Polch–Münstermaifeld
| |                      |                        |                        |
| Streckennummer (DB): | 3016                 |                        |                        |
| Kursbuchstrecke (DB): | 248n (1961)          |                        |                        |
| Kursbuchstrecke: | 248n (146, 1944)     |                        |                        |
| Streckenlänge: | 10,13 km             |                        |                        |
| Spurweite: | 1435 mm (Normalspur) |                        |                        |
| |                      |                        |                        |
| \| \| \| Strecke von Koblenz \| \| \| \| 0,00 \| Polch \| Polch \| \| \| \| Strecke nach Mayen Ost \| \| \| \| 4,48 \| Mertloch \| Mertloch \| \| \| 7,63 \| Naunheim \| Naunheim \| \| \| 10,13 \| Münstermaifeld \| Münstermaifeld \| |                      |                        |                        |
| Strecke (außer Betrieb) |                      | Strecke von Koblenz    | Strecke von Koblenz    |
| Bahnhof (Strecke außer Betrieb) | 0,00                 | Polch                  | Polch                  |
| Abzweig geradeaus und nach rechts (Strecke außer Betrieb) |                      | Strecke nach Mayen Ost | Strecke nach Mayen Ost |
| Bahnhof (Strecke außer Betrieb) | 4,48                 | Mertloch               | Mertloch               |
| Bahnhof (Strecke außer Betrieb) | 7,63                 | Naunheim               | Naunheim               |
| Kopfbahnhof Streckenende (Strecke außer Betrieb) | 10,13                | Münstermaifeld         | Münstermaifeld         |

Die Bahnstrecke Polch–Münstermaifeld war eine eingleisige, nicht elektrifizierte Nebenbahn in Rheinland-Pfalz.

## Geschichte
Bereits im März 1890 beantragte eine Koblenzer Firma erfolglos eine Konzession für eine Eisenbahnstrecke von Kobern-Gondorf über Münstermaifeld und Polch nach Mayen. Münstermaifeld erhielt 1916 einen Bahnanschluss per Stichbahn. Diese zweigte im Bahnhof Polch von der 1904 eröffneten Strecke Koblenz-Lützel–Mayen Ost ab. Dazu begannen 1912 die Bauarbeiten. Durch den Ersten Weltkrieges verzögerten sie sich. Die 10,13 km lange Strecke wurde am 16. März 1916 eröffnet. Ab dem Winterfahrplan 1922/23  führten hier die Personenzüge nur noch die 3. und 4. Wagenklasse.
Das Passagieraufkommen war stets gering. Am 30. September 1961 wurde der Personenverkehr eingestellt. Der lange Zeit recht starke saisonal geprägte Güterverkehr diente vor allem dem Transport landwirtschaftlicher Produkte (hauptsächlich Zuckerrüben). In Münstermaifeld gab es hierfür eine Verladerampe sowie, gegenüber dem Empfangsgebäude, straßenseitig zwei Fahrzeugwaagen. Die Verladung erfolgte zuletzt durch die Lokführer, welche von kleinen Beobachtungstürmen aus die Rangierlokomotive fernsteuerten. Auf der Nordseite des Bahnhofs lag der Lokschuppen sowie ein Gleisanschluss zu einem landwirtschaftlichen Lagerhaus.
Am 15. März 1983 endete der Güterverkehr. Am 9. Dezember 1983 wurde die Strecke stillgelegt und 1985 abgebaut. In den 1990er Jahren wurde als Teil des Maifeld-Radweges ein Bahntrassenradweg angelegt.